# Mirko Alilović
Mirko Alilović, hrvaški rokometaš, * 15. oktober 1985, Ljubuški.
S hrvaško reprezentanco se je udeležil poletnih olimpijskih iger leta 2008 in svetovnega prvenstva v rokometu leta 2011. Leta 2012 je z reprezentanco osvojil bronasto olimpijsko medaljo.